# Recovery (Eminem-album)
 For alternative betydninger, se Recovery. (Se også artikler, som begynder med Recovery)
Recovery er det syvende studiealbum fra amerikanske rapper Eminem. Recovery blev bekræftet i en pressemeddelelse fra Eminems pladeselskab den 5. marts 2009 og blev oprindeligt døbt Relapse 2. Det var oprindeligt planlagt til at blive det andet Eminem album udgivet i 2009, efter Relapse, men blev senere udskudt til 2010. Albummet blev sidenhen omdøbt til Recovery og udgivet 21. juni i Storbritannien, mens det i resten af Europa blev udgivet 18. juni og få dage senere i USA, 22. juni.
Den første single fra albummet er nummeret "Not Afraid", der debuterede som nummer 1 på den amerikanske Billboards Hot 100-liste. Den debuterede samtidig som nummer fem på den danske Trackliste. Sidenhen udkom "Love the Way You Lie" som andensingle – den hidtil mest succesfulde og "No Love". Albummets fjerde single er sangen "Space Bound", der udkom i juni 2011.
Albummet strøg direkte ind som nummer et på diverse hitlister, blandt andet den danske hitliste, den amerikanske Billboard 200, samt den engelske hitliste.

## Baggrund
Eminems foregående album, Relapse, blev, af fansene sammen med XXL, kåret til det mest ventede album i efteråret 2009, da Eminems pladeselskab, Interscope Records, den 5. marts 2009, annoncerede udgivelsesdatoen for Relapse. Samtidig afslørede Interscope, at et opfølgningsalbum var på vej og at det angiveligt skulle hedde Relapse 2, og ville blive udgivet i efteråret 2009.
I et interview med radiostationen Shade 45 forklarede Eminem, at han og Dr. Dre havde indspillet en betydelig mængde musik og dermed også nok til at kunne udgive Relapse 2. I slutningen af interviewet sluttede han af med sætningen "De kommende numre vil lade alle få det bedste af det bedste".
Ifølge Angela Yees Shade 45-interview med Eminem den 23. april 2009, skulle Relapse 2 være en fortsættelse af albummet Relapse. I interviewet bekræftede Eminem også at det var meget tæt på at kunne udgives, og at man blot skulle overveje hvor mange numre man ønskede på det kommende album.
Den 25. Juni 2009 ringede Eminem ind til Shade 45 og fortalte, at han netop var blevet færdig i studiet og havde dermed afsluttet albummet Relapse 2. Han fortalte også at han forventede at albummet ville blive frigivet i løbet af fjerde kvartal af 2009, og Rolling Stone Magazine mente at albummet først ville blive udgivet i November 2009. I november 2009, udsendte Eminem en pressemeddelelse, hvori han fortalte at han ville genudgive Relapse, med ekstra sange, til ære for hans mange fans, indtil opfølgeren Relapse 2 ville komme på gaden i 2010. I et senere interview med Shade 45 forklarede Eminem, at albummet var mere "følelsesmæssigt drevet" end det første Relapse-album, som han forklarede "...bare var rapsange".
Da premieren på første single oprandt, kunne Eminem også fortælle lytterne, at der ikke var nogen sketches på albummet, så albummet vil indeholde flere sange end hans tidligere studiealbums.

## Optagelse og produktion

### Klargørelsen afRelapse 2
I et interview med The Alchemist, bekræftede han en sang med titlen "Insults To Injury", hvori Eminem benytter sin normale stemme. Han beskrev sangen som lidt af en opfølger til "Underground", den sidste sang på det foregående album, Relapse. En anden bekræftet sang hed "Hit Me With Your Best Shot". Sangen er lavet med hans gruppe D12. Bizarre fra D12 fortalte at den nye sang viser gruppens styrke, trods tabet af Proof, der var grundlæggeren af gruppen. "Vi er stadig familien, men alle har deres egen ting," tilføjede han. "Ligegyldigt hvad I gør, kan I ikke holde D12 nede. Vi har været igennem en masse lort, men vi kommer tilbage og kommer os oven på tabet", udtalte han til sidst.
Da han talte med MTV, afslørede DJ Waow Kid, at han havde hørt nogle sange fra det nye album, og i denne anledning bekræftede han, at sangen, "The Warning", en provokationssang til Mariah Carey, ikke var så intens som hele albummet ville være, men albummet ville være 'manisk'.
Den 3. oktober 2009, afslørede Eminem i et interview med Shade 45, hvor også DJ Waow Kid var tilstede, at et track med 50 Cent, hvor de to skulle rappe sammen på vers, eksisterede. I samme interview, bekræftede han også at både Just Blaze og Denaun Porter er producenter på det nye album.

### Recovery
Den 13. april 2010 tweeted Eminem "Der er ingen Relapse 2". til sine 620.768 tilhængere kl. ca. 22:20 (PST).
Tweetet fik folk til at tro, at han ikke var ved at udgive et album alligevel, men det betød bare, at albummet ville ændre navn. For at undgå rygter afkræftede han eventuelle rygter ved at tweeting "RECOVERY" med et link til hans hjemmeside og dermed offentliggøre navnet på albummet.
Eminem skrev efterfølgende "Jeg havde oprindeligt planlagt, at Relapse 2 skulle komme ud sidste år, men da jeg var i gang med at indspille og arbejde med de nye producenter, begyndte tanken om en fortsættelse af Relapse at give mindre og mindre mening for mig, og jeg til sidst ønskede jeg at lave et helt nyt album. Musikken på Recovery blev meget forskellig fra Relapse, og jeg synes den fortjener sin egen titel." Den første single, "Not Afraid", debuterede på radiostationen Shade 45 den 29. april 2010.

Albummet er dedikeret til hans afdøde ven Proof, hvilket ses både i albummets tekster og i bookletten. Desuden er det lavet til alle dem der er deprimeret. I coveret til albummet skriver Eminem:

## Spor
Bekræftet af Eminem.com
| Recovery | Recovery                                   | Recovery                                                                       | Recovery                                                            | Recovery | Recovery | Recovery | Recovery | Recovery | Recovery |
| #        | Titel                                      | Sangskriver(e)                                                                 | Producer                                                            | Længde   |          |          |          |          |          |
| -------- | ------------------------------------------ | ------------------------------------------------------------------------------ | ------------------------------------------------------------------- | -------- | -------- | -------- | -------- | -------- | -------- |
| 1.       | "Cold Wind Blows"                          | Marshall Mathers, J. Smith, S. Byrne, H. Marsh, J. Perry, C. Synge             | Just Blaze                                                          | 5:04     |          |          |          |          |          |
| 2.       | "Talkin' 2 Myself" (featuring Kobe)        | M. Mathers, K. Rahman, P. Injeti, B. Honeycutt                                 | DJ Khalil                                                           | 5:00     |          |          |          |          |          |
| 3.       | "On Fire"                                  | M. Mathers, D. Porter, C. Wilson, L. Wilson, R. Wilson                         | Denaun Porter                                                       | 3:34     |          |          |          |          |          |
| 4.       | "Won't Back Down" (featuring P!nk)         | M. Mathers, K. Rahman, E. Alcock, L. Rodrigues, C. Smith                       | DJ Khalil                                                           | 4:26     |          |          |          |          |          |
| 5.       | "W.T.P."                                   | M. Mathers, L. Resto, D. Chin-Quee, J. Gilbert                                 | Supa Dups, JG (co.), Eminem (add.)                                  | 3:58     |          |          |          |          |          |
| 6.       | "Going Through Changes"                    | M. Mathers, E. Heynie, J. Osbourne, A. Iommi, W. Ward, T. Butler               | Emile                                                               | 4:59     |          |          |          |          |          |
| 7.       | "Not Afraid"                               | M. Mathers, L. Resto, M. Samuels, J. Evans, M. Burnett                         | Boi-1da, Jordan Evans (add.), Matthew Burnett (add.), Eminem (add.) | 4:08     |          |          |          |          |          |
| 8.       | "Seduction"                                | M. Mathers, M. Samuels, M. Burnett, S. Jordan                                  | Boi-1da, Matthew Burnett (add.)                                     | 4:35     |          |          |          |          |          |
| 9.       | "No Love" (featuring Lil Wayne)            | M. Mathers, D. Carter, J. Smith, Dee Dee Halligan, Junior Torello              | Just Blaze                                                          | 5:00     |          |          |          |          |          |
| 10.      | "Space Bound"                              | M. Mathers, J. Scheffer, S. McEwan                                             | Jim Jonsin                                                          | 4:39     |          |          |          |          |          |
| 11.      | "Cinderella Man"                           | M. Mathers                                                                     | Script Shepherd                                                     | 4:39     |          |          |          |          |          |
| 12.      | "25 to Life"                               | M. Mathers, K. Rahman, L. Rodrigues, D. Tannenbaum                             | DJ Khalil                                                           | 4:02     |          |          |          |          |          |
| 13.      | "So Bad"                                   | M. Mathers, A. Young, M. Batson, D. Parker, T. Lawrence, S. Cruse, N. Brongers | Dr. Dre, Nick Brongers                                              | 5:25     |          |          |          |          |          |
| 14.      | "Almost Famous"                            | M. Mathers, K. Rahman, L. Rodrigues, E. Alcock. P. Injeti, D. Tannenbaum       | DJ Khalil                                                           | 4:53     |          |          |          |          |          |
| 15.      | "Love the Way You Lie" (featuring Rihanna) | M. Mathers, A. Grant, H. Hafferman                                             | Alex da Kid                                                         | 4:23     |          |          |          |          |          |
| 16.      | "You're Never Over"                        | M. Mathers, J. Smith, M. Mainieri Jr., G. McMann                               | Just Blaze                                                          | 5:06     |          |          |          |          |          |
| 17.      | "Untitled" (hidden track)                  | M. Mathers, K. Muchita, M. Crawford, J. Madara, D. White                       | Havoc, Magnedo7 (co.)                                               | 3:14     |          |          |          |          |          |
| 77:06    |                                            |                                                                                |                                                                     |          |          |          |          |          |          |

| iTunes deluxe edition bonus tracks | iTunes deluxe edition bonus tracks       | iTunes deluxe edition bonus tracks                          | iTunes deluxe edition bonus tracks | iTunes deluxe edition bonus tracks | iTunes deluxe edition bonus tracks | iTunes deluxe edition bonus tracks | iTunes deluxe edition bonus tracks | iTunes deluxe edition bonus tracks | iTunes deluxe edition bonus tracks |
| #                                  | Titel                                    | Sangskriver(e)                                              | Længde                             |                                    |                                    |                                    |                                    |                                    |                                    |
| ---------------------------------- | ---------------------------------------- | ----------------------------------------------------------- | ---------------------------------- | ---------------------------------- | ---------------------------------- | ---------------------------------- | ---------------------------------- | ---------------------------------- | ---------------------------------- |
| 18.                                | "Ridaz"                                  | M. Mathers, A. Young                                        | 5:00                               |                                    |                                    |                                    |                                    |                                    |                                    |
| 19.                                | "Session One" (featuring Slaughterhouse) | M. Mathers, R. Montgomery, J. Ortiz, D. Wickliffe, J. Smith | 4:28                               |                                    |                                    |                                    |                                    |                                    |                                    |
| 9:28                               |                                          |                                                             |                                    |                                    |                                    |                                    |                                    |                                    |                                    |

Sange på albummet der bruger samples fra andre sange
- "Cold Wind Blows" indeholde elementer fra "Patriotic Song" af The Gringos
- "On Fire" indeholder en sample af "Peace and Love" af Mandrill
- "Going Through Changes" indeholder en sample af "Changes" af Black Sabbath
- "No Love" indeholder en sample af "What Is Love" af Haddaway
- "Space Bound" indeholder en sample af "Drive" af R.E.M.
- "You're Never Over" indeholder en sample af "Cry Little Sister" af Gerard McMann
- "Untitled" indeholder en sample af "You Don't Own Me" af Lesley Gore

### Forklaring af spor
Originale numre
| 1. "Cold Wind Blows" 2. "Talkin' 2 Myself" Sangen handler om de problemer Eminem havde da han "gik ned med flaget", hvilket også ses i citatet fra første vers"You're lying to yourself, you're slowly dying, you're denying, your health is declinging with your self esteem, you're crying out for help". Med på sangen er også Kobe. 3. "On Fire" 4. "Won't Back Down" Med på sangen er Pink 5. "W.T.P." Sangens titel er en forkortelse for White Thrash Party. 6. "Going Through Changes" Sangen handler om hvordan Eminem havde det, i tiden efter hans barndomsven og kollega Proof blev dræbt og hvordan hans misbrug af piller fandt sted i den periode. Med på sangen er Ozzy Osbourne. 7. "Not Afraid" Not Afraid var første single fra albummet og udkom før albummet. Sangen handler om at Eminem nu er tilbage efter hans nedtur og kan vel beskrives som værende det tætteste man kommer en titelsang på albummet. I sangen siger han blandt andet at han ikke var tilfreds med hans foregående album Relapse: "Let's be honest, that last Relapse CD was "ehhhh"". Sangen gik direkte ind som nummer 1 i USA. 8. "Seduction" 9. "No Love" No Love var tredje single fra albummet, men nåede aldrig de højder som de to første single nåede. Med på sangen er Lil' Wayne. | 1. "Space Bound" Space Bound er fjerde single fra albummet, men udgivelsesdatoen er endnu ikke sat. 2. "Cinderella Man" 3. "25 to Life" 4. "So Bad" 5. "Almost Famous" 6. "Love the Way You Lie" Love the Way You Lie er den mest succesfulde sang fra albummet, med førstepladser på flere hitlister verden over, heriblandt Tracklisten og Billboard Hot 100. Sangen omhandler et voldeligt forhold, hvilket både Eminem selv og Rihanna, der er med på sangen, har oplevet. Senere blev der indspillet en udgave mere af sangen til Rihannas album Loud, hvor Rihanna er den mest fremtrædne kunstner. 7. "You're Never Over" Sangen er lavet til hans afdøde barndomsven Proof og er en sang i stil med Diddys I'll Be Missing You fra 1997 der var en hyldest til og mindesang om Notorious B.I.G. 8. "Untitled" Det er et skjult nummer, der ikke fremgår af spor-listen på albummet. |

## Modtagelse

### Kommerciel præstation
Albummet debuterede som nummer et på Billboard 200-listen, med et salg på 741.000 i den første uge i USA. Det blev Eminems sjette album til at debutere som nummer et i USA. I den anden uge i handlen forblev den nummer et og solgte 313.000 eksemplarer.  Det gik også ind som nummer et på Billboards R&B/Hip-Hop-liste og Rap-album-liste. Den 13. februar 2011 havde albummet solgt 3.570.000 eksemplarer i USA. I sin niende uge i handlen blev albummet nummer et for syvende gang og solgte 116.000 eksemplarer, og i disse uger solgte albummet hver uge over 100.000 eksemplarer. I december 2010 var albummet den næste bedste sælgende album digitalt nogensinde, med 852.000 solgte eksemplarer, kun overgået af Lady Gagas The Fame, med 884.000 solgte. Fra og med marts 2011, er albummet det bedst sælgende album digitalt nogensinde, med over 922.000 kopier solgt digitalt. 

## Hitlister og certifikationer
| Hitliste (2010)                       | Højeste placering |
| ------------------------------------- | ----------------- |
| Australien (ARIA Top 50 Albums Chart) | 1                 |
| Belgien (Flandern)                    | 2                 |
| Belgien (Vallonien)                   | 2                 |
| Canada                                | 1                 |
| Danmark (IFPI)                        | 1                 |
| Finland Top 50 Albums                 | 8                 |
| Frankrig Albums Chart                 | 2                 |
| Frankrig Digital Albums Chart         | 1                 |
| Grækenland                            | 2                 |
| Irland Top 100 Albums Chart           | 1                 |
| Italien                               | 6                 |
| Holland Albums Chart                  | 3                 |
| Mexico                                | 34                |
| New Zealand Album Charts              | 1                 |
| Norge Album Charts                    | 2                 |
| Polen                                 | 2                 |
| Ruslandt                              | 2                 |
| Schweiz                               | 1                 |
| Spanien                               | 13                |
| Sverige Top 60 Albums Chart           | 5                 |
| Tjekkiet                              | 8                 |
| Tyskland (Media Control Charts)       | 2                 |
| Ungarn                                | 20                |
| UK Albums Chart                       | 1                 |
| US Billboard 200                      | 1                 |
| US Billboard R&B/Hip-Hop Albums       | 1                 |
| US Billboard Rap Albums               | 1                 |
| Østrig                                | 1                 |

| Chart (2010)     | Position |
| ---------------- | -------- |
| Canada           | 1        |
| Danmark          | 12       |
| Europa           | 4        |
| Tyskland         | 12       |
| New Zealand      | 5        |
| UK Albums Chart  | 9        |
| US Billboard 200 | 2        |

| Land | Certificering | Salg       |
| --- | ------------- | ---------- |
| Australien | 4× Platin     | 280.000    |
| Belgien (BEA) | Guld          | 15.000*    |
| Canada (Music Canada) | 7× Platin     | 560,000^   |
| Danmark (IFPI Danmark) | Platin        | 30,000^    |
| Frankrig (SNEP) | Platin        | 100.000*   |
| Irland (IRMA) | 3× Platin     | 45.000x    |
| Italien (FIMI) | Guld          | 30.000*    |
| Japan (RIAJ) | Guld          | 100.000^   |
| New Zealand (RMNZ) | Platin        | 15.000^    |
| Polen (ZPAV) | 2× Platin     | 40.000*    |
| Rusland (NFPF) | Platin        | 10.000*    |
| Schweiz (IFPI Schweiz) | Platin        | 30.000x    |
| Storbritannien (BPI) | 3× Platin     | 900.000^   |
| Sverige (GLF) | 2× Platin     | 80.000^    |
| Tyskland (BVMI) | Platin        | 200.000^   |
| USA (RIAA) | 4× Platin     | 4.500.000^ |
| Østrig (IFPI Østrig) | Platin        | 20.000x    |
| Opsummering |               |            |
| Worldwide | -             | 10.000.000 |
| Opsummering |               |            |
| Europa (IFPI) | Platin        | 1.000.000* |
| *Salgstal baseret på certificering alene. ^Forsendelsestal baseret på certificering alene. xUspecificerede tal baseret på certificering alene. |               |            |